# Gaston Loir
Pour les articles homonymes, voir Loir.
Gaston Loir est un peintre français né à Pavilly le 19 juin 1868 et mort à Mont-Saint-Aignan le 10 mai 1922.

## Biographie
Gaston Loir est voyageur de commerce et habite à Rouen en 1888. Ancien élève du lycée de Rouen, il a été formé aux Beaux-Arts par Philippe Zacharie et exposait régulièrement à la galerie Legrip. Il est blessé dans un accident de train à la gare d'Étrépagny en mai 1908. Il habite à Mont-Saint-Aignan en 1914. Il expose deux paysages au 3e salon de la Société des artistes rouennais à Rouen en 1909. Il expose un panneau décoratif, L'Étang en juin, au 8e salon de la Société des artistes rouennais à Rouen en 1914.
Souvent demandé par ailleurs comme décorateur de maisons particulières, il réalisa notamment les panneaux décoratifs de la salle de restaurant de l'hôtel de la Poste de Duclair.
Peintre naturaliste, Gaston Loir s’attache à représenter les scènes de la vie quotidienne et les paysages de Normandie, avec une prédilection pour les campagnes, les bords de Seine, les marchés et les animaux. Son style est marqué par une observation attentive de la nature et une palette lumineuse.

## Œuvres dans les collections publiques
- Rouen :
  - musée des Beaux-Arts :
    - Le Camp indien de Rouen pendant la guerre de 1914-1918, 1917, huile sur toile, 165 × 219,5 cm[8] ;
    - Le Lude à Carolles, 1921, huile sur toile, 33 × 46 cm[9].

  - tribunal de commerce : La Plage de Villers, avant 1922, huile sur toile, 79,5 × 109 cm[10].